# Бігарелло
Бігарелло, Біґарелло (італ. Bigarello) — муніципалітет в Італії, у регіоні Ломбардія, провінція Мантуя.
Бігарелло розташоване на відстані близько 390 км на північ від Рима, 140 км на схід від Мілана, 9 км на схід від Мантуї.
Населення — 2118 осіб (2014).

## Демографія
Населення за роками:

Станом на 31 грудня 2014 року в муніципалітеті офіційно проживали 174 іноземці з 23 країн, серед них 60 громадян країн Євросоюзу та 7 громадян України.

## Сусідні муніципалітети
- Кастель-д'Аріо
- Кастельбельфорте
- Ронкоферраро
- Сан-Джорджо-ді-Мантова
- Сорга